# Bulusari (Slogohimo)
Bulusari is een bestuurslaag in het regentschap Wonogiri van de provincie Midden-Java, Indonesië. Bulusari telt 3638 inwoners (volkstelling 2010).